# Liste des monuments historiques des Pyrénées-Atlantiques (M-Z)

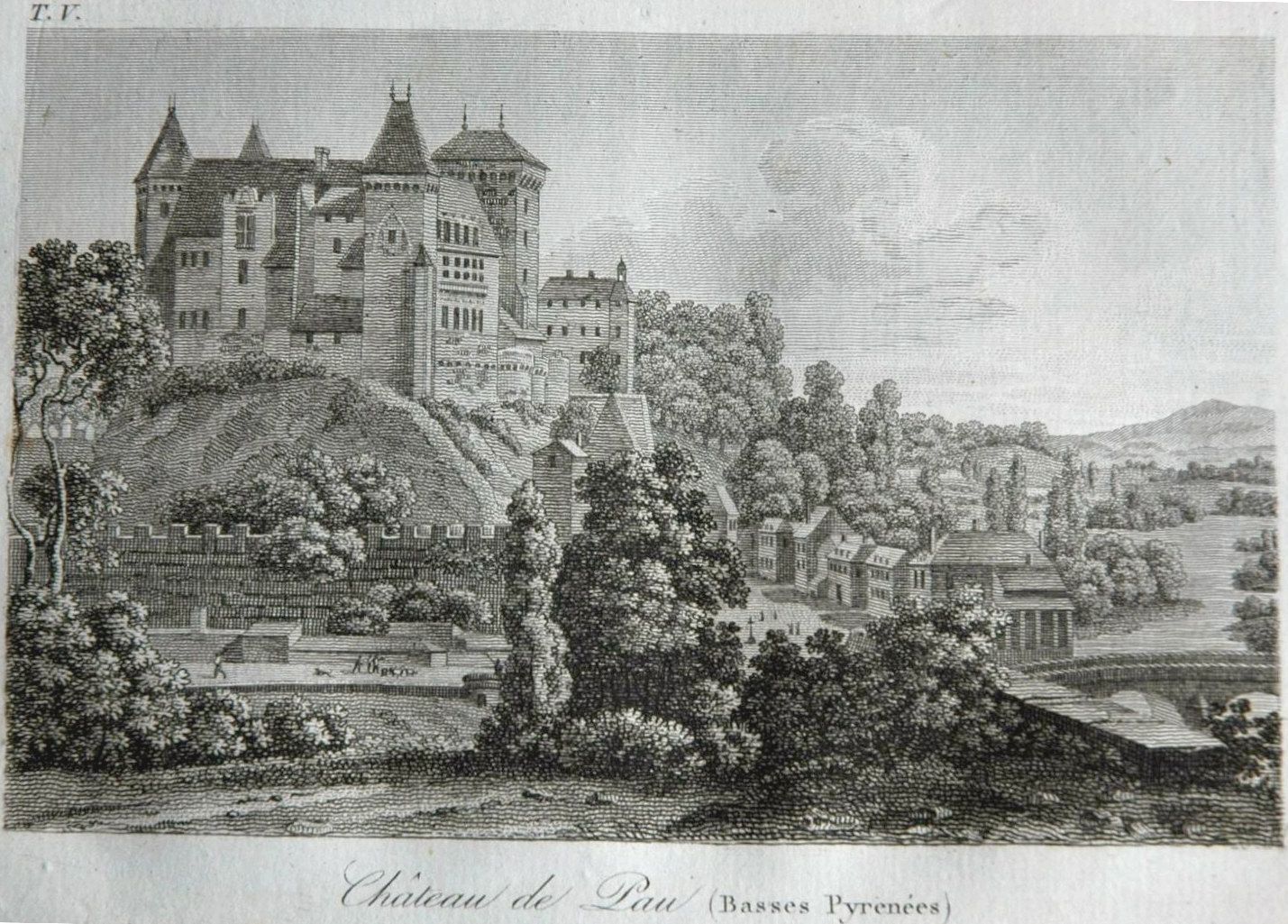
Gravure du château de Pau par A.-M. Perrot en 1834.

Cet article recense une partie des monuments historiques des Pyrénées-Atlantiques, en France.

Pour des raisons de taille, la liste des monuments historiques du département est découpée en deux. Cette partie regroupe les communes débutant de M à Z. Pour les autres, voir la liste des monuments historiques des Pyrénées-Atlantiques (A-L) ou, pour Bayonne, la liste des monuments historiques de Bayonne.
- Haut – A
- B
- C
- D
- E
- F
- G
- H
- I
- J
- K
- L
- M
- N
- O
- P
- Q
- R
- S
- T
- U
- V
- W
- X
- Y
- Z

## Liste
La liste suivante les recense, classés par ordre alphabétique des communes, c'est-à-dire sans tenir compte de l'éventuel article « Le, La, Les ou L' ».
| Monument | Commune                      | Adresse                                      | Coordonnées                        | Notice         | Protection             | Date           | Illustration |
| --- | ---------------------------- | -------------------------------------------- | ---------------------------------- | -------------- | ---------------------- | -------------- | --- |
| Camp protohistorique de Macaye enceinte | Macaye                       | Olhamendy Mokorreta                          | 43° 20′ 12″ nord, 1° 19′ 54″ ouest | « PA00084440 » | Inscrit                | 1980           | Camp protohistorique de Macayeenceinte |
| Château de Mascaraàs décor intérieur | Mascaraàs-Haron              | Chemin de Simacourbe                         | 43° 32′ 35″ nord, 0° 13′ 35″ ouest | « PA64000019 » | Inscrit                | 1997           | Image manquante Téléverser |
| Calvaire de la Croix Blanche | Mauléon-Licharre             | Rue de la Navarre                            | 43° 13′ 12″ nord, 0° 53′ 24″ ouest | « PA00084441 » | Inscrit                | 1925           | Calvaire de la Croix Blanche |
| Chapelle Saint-Jean-de-Berraute | Mauléon-Licharre             |                                              | 43° 12′ 57″ nord, 0° 53′ 32″ ouest | « PA00084442 » | Inscrit                | 1984           | Chapelle Saint-Jean-de-Berraute |
| Château de Mauléon | Mauléon-Licharre             |                                              | 43° 13′ 09″ nord, 0° 53′ 11″ ouest | « PA00084444 » | Inscrit                | 1925           | Château de Mauléon |
| Château de Maÿtie | Mauléon-Licharre             | 1 rue du Jeu-de-Paume                        | 43° 13′ 11″ nord, 0° 53′ 26″ ouest | « PA00084443 » | Inscrit Classé Inscrit | 1925 1953 2005 | Château de Maÿtie |
| Château de Garro | Mendionde                    |                                              | 43° 20′ 43″ nord, 1° 16′ 52″ ouest | « PA64000106 » | Inscrit                | 2015           | Château de Garro |
| Église Saint-Cyprien de Mendionde | Mendionde                    | Lekorne                                      | 43° 20′ 35″ nord, 1° 17′ 57″ ouest | « PA00084445 » | Inscrit                | 1925           | Église Saint-Cyprien de Mendionde |
| Croix navarraise de Mendive | Mendive                      |                                              | 43° 07′ 58″ nord, 1° 07′ 52″ ouest | « PA00084446 » | Inscrit                | 1971           | Image manquante Téléverser |
| Dolmen de Gasteynia | Mendive                      | Basaburu                                     | 43° 06′ 50″ nord, 1° 08′ 24″ ouest | « PA00084447 » | Classé                 | 1952           | Image manquante Téléverser |
| Dolmen de Xuberaxain-Harri | Mendive                      | Quartier de Chilardoy                        | 43° 06′ 20″ nord, 1° 06′ 29″ ouest | « PA00084448 » | Classé                 | 1959           | Image manquante Téléverser |
| Château de Momas communs, motte, élévation, toiture, décor intérieur | Momas                        |                                              | 43° 26′ 57″ nord, 0° 26′ 40″ ouest | « PA00084546 » | Inscrit                | 1989           | Château de Momascommuns, motte, élévation, toiture, décor intérieur |
| Manoir de Moncayolle-Larrory-Mendibieu élévation, toiture | Moncayolle-Larrory-Mendibieu |                                              | 43° 15′ 56″ nord, 0° 51′ 03″ ouest | « PA00084449 » | Inscrit                | 1973           | Image manquante Téléverser |
| Église Saint-Girons de Monein tour | Monein                       |                                              | 43° 19′ 21″ nord, 0° 34′ 45″ ouest | « PA00084450 » | Classé                 | 1913           | Église Saint-Girons de Moneintour |
| Château de Montaner donjon, enceinte | Montaner                     |                                              | 43° 20′ 57″ nord, 0° 00′ 45″ ouest | « PA00084451 » | Classé                 | 1980           | Château de Montanerdonjon, enceinte |
| Église Saint-Michel de Montaner | Montaner                     |                                              | 43° 20′ 52″ nord, 0° 00′ 35″ ouest | « PA00084452 » | Classé                 | 1957           | Église Saint-Michel de Montaner |
| Église de l'Assomption de Montfort | Montfort                     |                                              | 43° 22′ 04″ nord, 0° 50′ 51″ ouest | « PA00084453 » | Classé                 | 1920           | Église de l'Assomption de Montfort |
| Église Sainte-Foy de Morlaàs décor intérieur | Morlaàs                      |                                              | 43° 20′ 40″ nord, 0° 15′ 47″ ouest | « PA00084454 » | Classé                 | 1979           | Église Sainte-Foy de Morlaàsdécor intérieur |
| Abbaye laïque La Tour tourelle, décor intérieur, décor extérieur | Morlanne                     |                                              | 43° 30′ 47″ nord, 0° 32′ 05″ ouest | « PA00084457 » | Inscrit                | 2000           | Image manquante Téléverser |
| Château de Morlanne élévation, toiture | Morlanne                     |                                              | 43° 30′ 36″ nord, 0° 32′ 08″ ouest | « PA00084455 » | Inscrit                | 1975           | Château de Morlanneélévation, toiture |
| Église Saint-Laurent de Morlanne décor intérieur | Morlanne                     |                                              | 43° 30′ 48″ nord, 0° 32′ 03″ ouest | « PA00084456 » | Classé                 | 1911           | Image manquante Téléverser |
| Église Saint-Jean-Baptiste de Mouguerre (bourg) | Mouguerre                    |                                              | 43° 28′ 01″ nord, 1° 24′ 56″ ouest | « PA00084458 » | Inscrit                | 1978           | Église Saint-Jean-Baptiste de Mouguerre (bourg) |
| Fortifications protohistoriques de Curquou enceinte, fossé | Nabas                        | Curquou                                      | 43° 20′ 22″ nord, 0° 53′ 13″ ouest | « PA00084459 » | Inscrit                | 1984           | Image manquante Téléverser |
| Arsenal de Navarrenx | Navarrenx                    | 41 Grand'Rue                                 | 43° 19′ 22″ nord, 0° 45′ 41″ ouest | « PA64000062 » | Inscrit                | 2006           | Image manquante Téléverser |
| Église Saint-Germain-d'Auxerre de Navarrenx | Navarrenx                    |                                              | 43° 19′ 17″ nord, 0° 45′ 37″ ouest | « PA00084460 » | Classé                 | 1921 1989      | Église Saint-Germain-d'Auxerre de Navarrenx |
| Enceinte fortifiée de Navarrenx enceinte, porte de ville, château, fossé, contrescarpe, casemate, poudrière, courtine                                                                  | Navarrenx                    |                                              | 43° 19′ 14″ nord, 0° 45′ 38″ ouest | « PA00084462 » | Classé                 | 2000           | Enceinte fortifiée de Navarrenxenceinte, porte de ville, château, fossé, contrescarpe, casemate, poudrière, courtine |
| Maison Paillé fenêtre, élévation | Navarrenx                    |                                              | 43° 19′ 19″ nord, 0° 45′ 37″ ouest | « PA00084461 » | Classé                 | 1921           | Image manquante Téléverser |
| Église Saint-Vincent de Nay portail | Nay                          |                                              | 43° 10′ 51″ nord, 0° 15′ 44″ ouest | « PA00084463 » | Inscrit                | 1945           | Image manquante Téléverser |
| Maison carrée de Nay | Nay                          |                                              | 43° 10′ 47″ nord, 0° 15′ 44″ ouest | « PA00084464 » | Classé                 | 1862           | Maison carrée de Nay |
| Cathédrale Sainte-Marie d'Oloron sacristie, galerie, portail | Oloron-Sainte-Marie          |                                              | 43° 11′ 16″ nord, 0° 36′ 58″ ouest | « PA00084466 » | Classé                 | 1939           | Cathédrale Sainte-Marie d'Oloronsacristie, galerie, portail |
| Château de Légugnon communs, pigeonnier, chapelle, enclos, allée, portail, logis | Oloron-Sainte-Marie          |                                              | 43° 12′ 08″ nord, 0° 37′ 12″ ouest | « PA00125262 » | Inscrit                | 1993           | Château de Légugnoncommuns, pigeonnier, chapelle, enclos, allée, portail, logis |
| Église Notre-Dame d'Oloron-Sainte-Marie décor intérieur | Oloron-Sainte-Marie          | Place Gambetta                               | 43° 11′ 35″ nord, 0° 36′ 13″ ouest | « PA64000063 » | Inscrit                | 2006           | Église Notre-Dame d'Oloron-Sainte-Mariedécor intérieur |
| Église Sainte-Croix d'Oloron décor intérieur | Oloron-Sainte-Marie          |                                              | 43° 11′ 21″ nord, 0° 36′ 22″ ouest | « PA00084465 » | Classé                 | 1846           | Église Sainte-Croix d'Olorondécor intérieur |
| Hôtel de ville d'Oloron-Sainte-Marie prison | Oloron-Sainte-Marie          | 18 rue Cujas                                 | 43° 11′ 23″ nord, 0° 36′ 21″ ouest | « PA00084467 » | Inscrit                | 1987           | Image manquante Téléverser |
| Immeuble porte | Oloron-Sainte-Marie          | 5 rue Palassou                               | 43° 11′ 36″ nord, 0° 36′ 22″ ouest | « PA00084468 » | Inscrit                | 1943           | Image manquante Téléverser |
| Séminaire Sainte-Marie façades et toitures du séminaire, intérieur de la chapelle avec son décor peint                                                                                 | Oloron-Sainte-Marie          | Rue Adoue                                    | 43° 11′ 14″ nord, 0° 36′ 39″ ouest | « PA00084469 » | Inscrit                | 1976 1987      | Image manquante Téléverser |
| Tour de Grède tour | Oloron-Sainte-Marie          |                                              | 43° 11′ 23″ nord, 0° 36′ 24″ ouest | « PA00084470 » | Classé                 | 1943           | Tour de Grèdetour |
| Camp protohistorique de Gastelusare enceinte | Ordiarp                      | Ullumendi                                    | 43° 12′ 41″ nord, 0° 57′ 26″ ouest | « PA00084471 » | Inscrit                | 1980           | Image manquante Téléverser |
| Église Saint-Michel d'Ordiarp | Ordiarp                      |                                              | 43° 11′ 10″ nord, 0° 56′ 36″ ouest | « PA00084472 » | Classé                 | 1922           | Église Saint-Michel d'Ordiarp |
| Château de Baure logis, parc, communs, moulin, pont, portail | Orthez                       |                                              | 43° 28′ 45″ nord, 0° 48′ 44″ ouest | « PA64000056 » | Inscrit                | 2005           | Image manquante Téléverser |
| Château de Moncade tour de Moncade, douves, sol et sous-sol archéologiques, motte féodale, enceinte talutée, deuxième enceinte, fausse-braie, sol et sous-sol archéologique du château | Orthez                       |                                              | 43° 29′ 31″ nord, 0° 46′ 12″ ouest | « PA00084479 » | Classé Inscrit Classé  | 1840 1992 1995 | Château de Moncadetour de Moncade, douves, sol et sous-sol archéologiques, motte féodale, enceinte talutée, deuxième enceinte, fausse-braie, sol et sous-sol archéologique du château |
| Église Saint-Pierre d'Orthez décor intérieur | Orthez                       |                                              | 43° 29′ 22″ nord, 0° 46′ 31″ ouest | « PA00084473 » | Classé                 | 2012           | Église Saint-Pierre d'Orthezdécor intérieur |
| Hôtel de La Belle Hôtesse restaurant, élévation, décor extérieur, toiture | Orthez                       | 49 rue Saint-Gilles                          | 43° 29′ 17″ nord, 0° 46′ 21″ ouest | « PA00084474 » | Inscrit                | 1973           | Image manquante Téléverser |
| Hôtel de la Lune tourelle, escalier en vis | Orthez                       | 15 rue de l'Horloge                          | 43° 29′ 21″ nord, 0° 46′ 28″ ouest | « PA00084475 » | Inscrit                | 2007           | Hôtel de la Lunetourelle, escalier en vis |
| Hôtel de Lataste parc | Orthez                       | 25 rue Saint-Gilles Rue du Moulin            | 43° 29′ 12″ nord, 0° 46′ 11″ ouest | « PA64000045 » | Inscrit                | 2002           | Image manquante Téléverser |
| Maison de Jeanne d'Albret | Orthez                       | 39 rue du Bourg-Vieux                        | 43° 29′ 18″ nord, 0° 46′ 30″ ouest | « PA00084476 » | Inscrit Classé         | 1929 1974      | Maison de Jeanne d'Albret |
| Pigeonnier du Cassou toiture | Orthez                       |                                              | 43° 29′ 53″ nord, 0° 49′ 20″ ouest | « PA00084477 » | Inscrit                | 1970           | Image manquante Téléverser |
| Temple réformé de Sainte-Suzanne | Orthez                       | 19 place de la Poustelle                     | 43° 29′ 27″ nord, 0° 46′ 26″ ouest | « PA64000057 » | Classé                 | 2012           | Image manquante Téléverser |
| Vieux Pont | Orthez                       |                                              | 43° 29′ 11″ nord, 0° 46′ 37″ ouest | « PA00084478 » | Classé                 | 1875           | Vieux Pont |
| Grotte Sasisiloaga | Ossas-Suhare                 |                                              | 43° 07′ 40″ nord, 0° 55′ 51″ ouest | « PA00084480 » | Classé                 | 1953           | Image manquante Téléverser |
| Église Saint-Julien-d'Antioche d'Ossès | Ossès                        | Le Bourg                                     | 43° 14′ 31″ nord, 1° 17′ 01″ ouest | « PA64000096 » | Inscrit                | 2014           | Église Saint-Julien-d'Antioche d'Ossès |
| Chapelle Saint-Nicolas d'Harambels décor intérieur | Ostabat-Asme                 | Harambeltz                                   | 43° 16′ 20″ nord, 1° 02′ 54″ ouest | « PA00084481 » | Classé                 | 2001           | Chapelle Saint-Nicolas d'Harambelsdécor intérieur |
| Château de Laxague tour, élévation, toiture | Ostabat-Asme                 | Laxague                                      | 43° 15′ 10″ nord, 1° 04′ 58″ ouest | « PA00084482 » | Inscrit                | 1988           | Château de Laxaguetour, élévation, toiture |
| Enceinte protohistorique fortifiée de Larceveau-Arros-Cibits enceinte | Ostabat-Asme                 | Gaztelu Zahar                                | 43° 14′ 30″ nord, 1° 06′ 23″ ouest | « PA00084484 » | Inscrit                | 1982           | Enceinte protohistorique fortifiée de Larceveau-Arros-Cibitsenceinte |
| Chapelle funéraire Guillemin-Montebello | Pau                          | Cimetière de Pau                             | 43° 17′ 52″ nord, 0° 22′ 51″ ouest | « PA64000020 » | Inscrit                | 1997           | Chapelle funéraire Guillemin-Montebello |
| Château de Pau | Pau                          |                                              | 43° 17′ 41″ nord, 0° 22′ 30″ ouest | « PA00084483 » | Classé                 | 1840 2004      | Château de Pau |
| Cimetière juif de Pau enclos | Pau                          | Rue des Magnolias                            | 43° 18′ 32″ nord, 0° 21′ 09″ ouest | « PA00135196 » | Inscrit                | 1995           | Image manquante Téléverser |
| Église anglicane Saint-Andrew de Pau | Pau                          |                                              | 43° 18′ 06″ nord, 0° 22′ 15″ ouest | « PA64000108 » | Inscrit                | 2015           | Église anglicane Saint-Andrew de Pau |
| Église Saint-Jacques de Pau | Pau                          | Place de la Libération                       | 43° 17′ 52″ nord, 0° 22′ 20″ ouest | « PA64000081 » | Inscrit                | 2013           | Église Saint-Jacques de Pau |
| Église Saint-Joseph de Pau décor intérieur | Pau                          | Avenue de l'Église-Saint-Joseph              | 43° 18′ 23″ nord, 0° 22′ 26″ ouest | « PA64000038 » | Inscrit                | 2000           | Église Saint-Joseph de Paudécor intérieur |
| Église Saint-Martin de Pau | Pau                          |                                              | 43° 17′ 41″ nord, 0° 22′ 23″ ouest | « PA64000107 » | Inscrit                | 2015           | Église Saint-Martin de Pau |
| Hôtel de Gassion salon, élévation, toiture, décor intérieur | Pau                          | 1 rue de Gontaut-Biron                       | 43° 17′ 38″ nord, 0° 22′ 24″ ouest | « PA00084485 » | Inscrit                | 1988           | Hôtel de Gassionsalon, élévation, toiture, décor intérieur |
| Hôtel de Peyre escalier, vestibule, élévation, toiture | Pau                          | 2 rue du Château                             | 43° 17′ 41″ nord, 0° 22′ 28″ ouest | « PA00084486 » | Inscrit                | 1987           | Hôtel de Peyreescalier, vestibule, élévation, toiture |
| Mairie-théâtre | Pau                          | Place royale                                 | 43° 17′ 41″ nord, 0° 22′ 15″ ouest | « PA64000112 » | Inscrit                | 2017           | Mairie-théâtre |
| Maison natale de Charles Bernadotte élévation, décor extérieur, toiture | Pau                          | 5 rue Bernadotte 6, 8 rue Tran               | 43° 17′ 50″ nord, 0° 22′ 21″ ouest | « PA00084487 » | Classé                 | 1953           | Maison natale de Charles Bernadotteélévation, décor extérieur, toiture |
| Monument aux morts de la Guerre 1914-1918 de Pau | Pau                          | Boulevard des Pyrénées                       | 43° 17′ 37″ nord, 0° 22′ 21″ ouest | « PA64000098 » | Inscrit                | 2014           | Monument aux morts de la Guerre 1914-1918 de Pau |
| Palais Sorrento dit Castet de l'Array | Pau                          | Rue du Castet de l'Array                     | 43° 17′ 49″ nord, 0° 20′ 13″ ouest | « PA64000097 » | Inscrit                | 2014           | Image manquante Téléverser |
| Pavillon des Arts et funiculaire de Pau | Pau                          |                                              | 43° 17′ 33″ nord, 0° 22′ 11″ ouest | « PA64000117 » | Inscrit                | 2024           | Pavillon des Arts et funiculaire de Pau |
| Villa Sainte-Hélène parc, portail, mur de clôture, manège, décor intérieur | Pau                          | 27, 29 avenue Norman-Prince                  | 43° 18′ 18″ nord, 0° 20′ 42″ ouest | « PA64000046 » | Inscrit                | 2002           | Villa Sainte-Hélèneparc, portail, mur de clôture, manège, décor intérieurL'inscription des écuries a été radiée en 2012. Source : Liste des immeubles protégés au titre des monuments historiques en 2012 (JORF n° 0107 du 3 avril 2013 page 5538) sur Légifrance, consulté le 28 mai 2014. |
| Château de Meyracq logis, dépendance, jardin, parc, bief, mur de clôture | Pontacq                      | 31 chemin de Meyracq                         | 43° 11′ 57″ nord, 0° 06′ 35″ ouest | « PA64000064 » | Inscrit                | 2006           | Image manquante Téléverser |
| Vieille tour de Pontacq enceinte, campanile, tour, décor extérieur | Pontacq                      |                                              | 43° 11′ 05″ nord, 0° 06′ 52″ ouest | « PA00084488 » | Inscrit                | 1945           | Vieille tour de Pontacqenceinte, campanile, tour, décor extérieur |
| Château de Bitaubé dépendance, terrasse en terre-plein, jardin, clôture, escalier | Rébénacq                     |                                              | 43° 09′ 35″ nord, 0° 24′ 08″ ouest | « PA64000028 » | Inscrit                | 1998           | Image manquante Téléverser |
| Château de Sainte-Colome basse-cour, enceinte, enclos, tour | Sainte-Colome                |                                              | 43° 06′ 04″ nord, 0° 24′ 12″ ouest | « PA64000033 » | Inscrit                | 1999           | Château de Sainte-Colomebasse-cour, enceinte, enclos, tour |
| Église Saint-Sylvestre de Sainte-Colome décor intérieur | Sainte-Colome                |                                              | 43° 06′ 08″ nord, 0° 24′ 14″ ouest | « PA00084489 » | Classé                 | 2001           | Église Saint-Sylvestre de Sainte-Colomedécor intérieur |
| Église Sainte-Engrâce de Sainte-Engrâce | Sainte-Engrâce               |                                              | 42° 59′ 44″ nord, 0° 48′ 36″ ouest | « PA00084490 » | Classé                 | 1862           | Église Sainte-Engrâce de Sainte-Engrâce |
| Croix de chemin de Saint-Esteben | Saint-Esteben                | R.D. 14                                      | 43° 20′ 32″ nord, 1° 13′ 04″ ouest | « PA64000034 » | Inscrit                | 1999           | Croix de chemin de Saint-Esteben |
| Église Saint-Étienne de Saint-Esteben décor intérieur | Saint-Esteben                | Quartier de l'Église                         | 43° 20′ 27″ nord, 1° 12′ 51″ ouest | « PA64000035 » | Inscrit                | 1999           | Église Saint-Étienne de Saint-Estebendécor intérieur |
| Camp protohistorique de Lamotaïnpareta enceinte | Saint-Étienne-de-Baïgorry    | Lamotaïnpareta                               | 43° 13′ 09″ nord, 1° 20′ 03″ ouest | « PA00084491 » | Inscrit                | 1980           | Image manquante Téléverser |
| Église Saint-Étienne de Baïgorry | Saint-Étienne-de-Baïgorry    |                                              | 43° 10′ 32″ nord, 1° 20′ 50″ ouest | « PA64000099 » | Inscrit Classé         | 2014 2015      | Église Saint-Étienne de Baïgorry |
| Château d'Etchaux élévation, toiture | Saint-Étienne-de-Baïgorry    |                                              | 43° 10′ 39″ nord, 1° 20′ 44″ ouest | « PA00084547 » | Inscrit                | 1989           | Château d'Etchauxélévation, toiture |
| Forge d'Etchauz haut fourneau, site archéologique | Saint-Étienne-de-Baïgorry    | Etchaux                                      | 43° 10′ 00″ nord, 1° 21′ 00″ ouest | « PA64000007 » | Inscrit                | 1996           | Image manquante Téléverser |
| Fortifications protohistoriques de Quarraquey enceinte | Saint-Étienne-de-Baïgorry    | Quarraquey                                   | 43° 13′ 22″ nord, 1° 20′ 01″ ouest | « PA00084492 » | Inscrit                | 1984           | Image manquante Téléverser |
| Église Saint-Jean-Baptiste de Saint-Gladie-Arrive-Munein | Saint-Gladie-Arrive-Munein   |                                              | 43° 22′ 51″ nord, 0° 55′ 59″ ouest | « PA00084493 » | Classé                 | 1913           | Église Saint-Jean-Baptiste de Saint-Gladie-Arrive-Munein |
| Église Saint-Jean-Baptiste de Saint-Jean-de-Luz | Saint-Jean-de-Luz            |                                              | 43° 23′ 18″ nord, 1° 39′ 45″ ouest | « PA00084494 » | Classé                 | 1931           | Église Saint-Jean-Baptiste de Saint-Jean-de-Luz |
| Feu aval d'alignement du port phare | Saint-Jean-de-Luz            |                                              | 43° 23′ 15″ nord, 1° 40′ 08″ ouest | « PA00125263 » | Inscrit                | 1993           | Feu aval d'alignement du portphare |
| Maison Betbeder-Baïta | Saint-Jean-de-Luz            | 8 quai de l'Infante                          | 43° 23′ 15″ nord, 1° 39′ 57″ ouest | « PA00132550 » | Inscrit                | 1994           | Maison Betbeder-Baïta |
| Maison Esquerrénéa tour, escalier, porte cochère, élévation | Saint-Jean-de-Luz            | 17 rue de la République 16 rue de la Baleine | 43° 23′ 19″ nord, 1° 39′ 52″ ouest | « PA00084495 » | Classé                 | 1996           | Maison Esquerrénéatour, escalier, porte cochère, élévation |
| Maison de l'Infante élévation | Saint-Jean-de-Luz            |                                              | 43° 23′ 16″ nord, 1° 39′ 55″ ouest | « PA00084496 » | Inscrit                | 1925           | Maison de l'Infanteélévation |
| Maison Lohobiague Enea décor intérieur | Saint-Jean-de-Luz            | 6 place Louis XIV                            | 43° 23′ 15″ nord, 1° 39′ 50″ ouest | « PA00084497 » | Classé                 | 2005           | Maison Lohobiague Eneadécor intérieur |
| Maison des Pigeons blancs | Saint-Jean-de-Luz            | 1bis rue de la République                    | 43° 23′ 17″ nord, 1° 39′ 51″ ouest | « PA00084498 » | Inscrit                | 1937           | Maison des Pigeons blancs |
| Maison Saint-Martin décor intérieur, cage d'escalier | Saint-Jean-de-Luz            | 13 rue Mazarin                               | 43° 23′ 16″ nord, 1° 39′ 58″ ouest | « PA64000058 » | Inscrit                | 2005           | Image manquante Téléverser |
| Citadelle de Saint-Jean-Pied-de-Port redoute, enceinte, porte de ville | Saint-Jean-Pied-de-Port      |                                              | 43° 09′ 44″ nord, 1° 14′ 02″ ouest | « PA00084506 » | Classé                 | 1963           | Citadelle de Saint-Jean-Pied-de-Portredoute, enceinte, porte de ville |
| Église de l'Assomption de Saint-Jean-Pied-de-Port | Saint-Jean-Pied-de-Port      |                                              | 43° 09′ 45″ nord, 1° 14′ 13″ ouest | « PA00084507 » | Inscrit                | 1925           | Église de l'Assomption de Saint-Jean-Pied-de-Port |
| Maison de Mansart | Saint-Jean-Pied-de-Port      |                                              | 43° 09′ 48″ nord, 1° 14′ 17″ ouest | « PA00084508 » | Inscrit                | 1934           | Maison de Mansart |
| Prison des Évêques de Saint-Jean-Pied-de-Port prison, salle, élévation | Saint-Jean-Pied-de-Port      | Rue de la Citadelle                          | 43° 09′ 49″ nord, 1° 14′ 08″ ouest | « PA00084509 » | Inscrit                | 2012           | Prison des Évêques de Saint-Jean-Pied-de-Portprison, salle, élévation |
| Remparts de la ville haute enceinte, porte | Saint-Jean-Pied-de-Port      |                                              | 43° 09′ 46″ nord, 1° 14′ 16″ ouest | « PA00084510 » | Classé                 | 1986           | Remparts de la ville hauteenceinte, porte |
| Camp romain et vicus routier de Saint-Jean-le-Vieux | Saint-Jean-le-Vieux          | Herri Bazterra                               | 43° 09′ 51″ nord, 1° 11′ 52″ ouest | « PA00084499 » | Classé Inscrit         | 1984           | Camp romain et vicus routier de Saint-Jean-le-Vieux |
| Chapelle Saint-Blaise de Saint-Jean-le-Vieux | Saint-Jean-le-Vieux          | Aphat Ospital                                | 43° 10′ 08″ nord, 1° 11′ 16″ ouest | « PA00084500 » | Inscrit                | 1987           | Chapelle Saint-Blaise de Saint-Jean-le-Vieux |
| Chapelle Saint-Jean-Baptiste d'Urrutia | Saint-Jean-le-Vieux          | Urrutia                                      | 43° 09′ 41″ nord, 1° 11′ 49″ ouest | « PA00084501 » | Inscrit                | 1988           | Chapelle Saint-Jean-Baptiste d'Urrutia |
| Croix de carrefour de Saint-Jean-le-Vieux | Saint-Jean-le-Vieux          | Place Centrale                               | 43° 09′ 57″ nord, 1° 11′ 38″ ouest | « PA00084502 » | Inscrit                | 1971           | Croix de carrefour de Saint-Jean-le-Vieux |
| Croix de la Madeleine | Saint-Jean-le-Vieux          |                                              | 43° 09′ 59″ nord, 1° 13′ 02″ ouest | « PA00084503 » | Inscrit                | 1986           | Croix de la Madeleine |
| Église Sainte-Madeleine de La Magdeleine | Saint-Jean-le-Vieux          | La Magdeleine                                | 43° 09′ 57″ nord, 1° 13′ 04″ ouest | « PA00084504 » | Inscrit                | 2008           | Église Sainte-Madeleine de La Magdeleine |
| Église Saint-Pierre de Saint-Jean-le-Vieux | Saint-Jean-le-Vieux          | La Magdeleine                                | 43° 09′ 54″ nord, 1° 11′ 38″ ouest | « PA00084505 » | Inscrit                | 1986           | Église Saint-Pierre de Saint-Jean-le-Vieux |
| Redoute de Bella Esponda | Saint-Jean-le-Vieux          |                                              | 43° 09′ 36″ nord, 1° 12′ 09″ ouest | « PA00125264 » | Inscrit                | 1993           | Image manquante Téléverser |
| Chapelle de Saint-Jacques | Saint-Just-Ibarre            | Donaïki                                      | 43° 11′ 30″ nord, 1° 04′ 09″ ouest | « PA00125265 » | Inscrit                | 1993           | Image manquante Téléverser |
| Grottes d'Isturitz et d'Oxocelhaya | Saint-Martin-d'Arberoue      |                                              | 43° 21′ 11″ nord, 1° 12′ 22″ ouest | « PA00084511 » | Classé                 | 1953           | Grottes d'Isturitz et d'Oxocelhaya |
| Camp protohistorique d'Urchilo enceinte | Saint-Martin-d'Arrossa       | Urchilo                                      | 43° 13′ 09″ nord, 1° 20′ 03″ ouest | « PA00084512 » | Inscrit                | 1980           | Image manquante Téléverser |
| Fortifications protohistoriques de Quarraquey enceinte | Saint-Martin-d'Arrossa       | Quartier de Gaztenarte                       | 43° 13′ 22″ nord, 1° 20′ 01″ ouest | « PA00084513 » | Inscrit                | 1984           | Image manquante Téléverser |
| Redoute de Château-Pignon | Saint-Michel                 |                                              | 43° 04′ 40″ nord, 1° 15′ 33″ ouest | « PA00125266 » | Inscrit                | 1993           | Image manquante Téléverser |
| Château de Saint-Pée-sur-Nivelle tour | Saint-Pée-sur-Nivelle        |                                              | 43° 21′ 12″ nord, 1° 32′ 55″ ouest | « PA00084514 » | Inscrit                | 1925           | Château de Saint-Pée-sur-Nivelletour |
| Église Saint-Pierre de Saint-Pée-sur-Nivelle | Saint-Pée-sur-Nivelle        | Rue de l'Église                              | 43° 21′ 18″ nord, 1° 33′ 04″ ouest | « PA64000100 » | Inscrit Classé         | 2014 2015      | Église Saint-Pierre de Saint-Pée-sur-Nivelle |
| Pont d'Amotz | Saint-Pée-sur-Nivelle        |                                              | 43° 19′ 08″ nord, 1° 32′ 07″ ouest | « PA00084515 » | Inscrit                | 1987           | Image manquante Téléverser |
| Pont d'Ibarron | Saint-Pée-sur-Nivelle        |                                              | 43° 21′ 18″ nord, 1° 34′ 25″ ouest | « PA00084516 » | Inscrit                | 1984           | Pont d'Ibarron |
| Redoute de Biscarzoun | Saint-Pée-sur-Nivelle        |                                              | 43° 20′ 54″ nord, 1° 36′ 31″ ouest | « PA00084571 » | Inscrit                | 1992           | Image manquante Téléverser |
| Redoute d'Hergaray | Saint-Pée-sur-Nivelle        |                                              | 43° 21′ 41″ nord, 1° 33′ 05″ ouest | « PA00084572 » | Inscrit                | 1992           | Image manquante Téléverser |
| Redoute d'Ibarrartéa | Saint-Pée-sur-Nivelle        |                                              | 43° 21′ 35″ nord, 1° 33′ 20″ ouest | « PA64000021 » | Inscrit                | 1997           | Image manquante Téléverser |
| Redoute de Kamietako Borda | Saint-Pée-sur-Nivelle        |                                              | 43° 19′ 28″ nord, 1° 30′ 42″ ouest | « PA00084574 » | Inscrit                | 1992           | Image manquante Téléverser |
| Redoute de Ziburuko Borda | Saint-Pée-sur-Nivelle        |                                              | 43° 19′ 32″ nord, 1° 31′ 54″ ouest | « PA00084573 » | Inscrit                | 1992           | Image manquante Téléverser |
| Benoîterie de Saint-Pierre-d'Irube logement | Saint-Pierre-d'Irube         |                                              | 43° 28′ 48″ nord, 1° 27′ 36″ ouest | « PA00084552 » | Inscrit                | 1991           | Benoîterie de Saint-Pierre-d'Irubelogement |
| Cimetière de Saint-Pierre-d'Irube tombeau | Saint-Pierre-d'Irube         |                                              | 43° 28′ 48″ nord, 1° 27′ 37″ ouest | « PA00084555 » | Inscrit                | 1991           | Cimetière de Saint-Pierre-d'Irubetombeau |
| Casino de Salies-de-Béarn élévation | Salies-de-Béarn              | Avenue du Maréchal Leclerc                   | 43° 28′ 20″ nord, 0° 55′ 41″ ouest | « PA00135197 » | Inscrit                | 1995           | Image manquante Téléverser |
| Château de Saint-Pé | Salies-de-Béarn              | Rue Larroumette                              | 43° 28′ 14″ nord, 0° 55′ 26″ ouest | « PA00084517 » | Inscrit                | 1937           | Image manquante Téléverser |
| Église Saint-Vincent de Salies-de-Béarn | Salies-de-Béarn              |                                              | 43° 28′ 21″ nord, 0° 55′ 29″ ouest | « PA00084518 » | Inscrit                | 1925           | Église Saint-Vincent de Salies-de-Béarn |
| Établissement thermal de Salies-de-Béarn galerie, élévation | Salies-de-Béarn              |                                              | 43° 28′ 22″ nord, 0° 55′ 38″ ouest | « PA64000022 » | Inscrit                | 1997           | Établissement thermal de Salies-de-Béarngalerie, élévation |
| Fontaine commémorative du millénaire de Salies-de-Béarn | Salies-de-Béarn              | 7 place du Bayaa                             | 43° 28′ 15″ nord, 0° 55′ 30″ ouest | « PA64000008 » | Inscrit                | 1996           | Fontaine commémorative du millénaire de Salies-de-Béarn |
| Grand Hôtel du Parc escalier, vestibule | Salies-de-Béarn              | Boulevard Saint-Guily                        | 43° 28′ 25″ nord, 0° 55′ 40″ ouest | « PA00135199 » | Inscrit                | 1995           | Grand Hôtel du Parcescalier, vestibule |
| Hôtel Bellevue salle à manger, décor intérieur | Salies-de-Béarn              | Avenue de la Gare                            | 43° 28′ 16″ nord, 0° 55′ 52″ ouest | « PA00135198 » | Inscrit                | 1995           | Image manquante Téléverser |
| Kiosque à musique de Salies-de-Béarn | Salies-de-Béarn              | Jardin public                                | 43° 28′ 23″ nord, 0° 55′ 37″ ouest | « PA64000009 » | Inscrit                | 1996           | Kiosque à musique de Salies-de-Béarn |
| Maison Coustalé de Larroque élévation, escalier | Salies-de-Béarn              | 10 rue des Docteurs Foix                     | 43° 28′ 18″ nord, 0° 55′ 23″ ouest | « PA00135200 » | Inscrit                | 1995           | Maison Coustalé de Larroqueélévation, escalier |
| Camp retranché de Mouiz redoute, enceinte | Sare                         |                                              | 43° 19′ 08″ nord, 1° 36′ 57″ ouest | « PA00084519 » | Inscrit                | 1986           | Camp retranché de Mouizredoute, enceinte |
| Église Saint-Martin de Sare décor intérieur | Sare                         |                                              | 43° 18′ 47″ nord, 1° 34′ 50″ ouest | « PA00084520 » | Inscrit                | 1982           | Église Saint-Martin de Saredécor intérieur |
| Maison Ihartze Artea décor intérieur | Sare                         |                                              | 43° 18′ 33″ nord, 1° 34′ 26″ ouest | « PA64000049 » | Inscrit                | 2003           | Image manquante Téléverser |
| Redoute de la chapelle de la Madeleine | Sare                         |                                              | 43° 20′ 06″ nord, 1° 34′ 37″ ouest | « PA00125268 » | Inscrit                | 1993           | Redoute de la chapelle de la Madeleine |
| Redoute de la chapelle d'Olhain | Sare                         |                                              | 43° 17′ 40″ nord, 1° 36′ 08″ ouest | « PA00084566 » | Inscrit                | 1992           | Redoute de la chapelle d'Olhain |
| Redoute d'Ermitebaita ouvrage fortifié | Sare                         |                                              | 43° 19′ 33″ nord, 1° 35′ 39″ ouest | « PA00084567 » | Inscrit                | 1992           | Redoute d'Ermitebaitaouvrage fortifié |
| Redoute de Mendibidea | Sare                         |                                              | 43° 19′ 36″ nord, 1° 35′ 50″ ouest | « PA00084564 » | Inscrit                | 1992           | Redoute de Mendibidea |
| Redoute de Santa-Barbara | Sare                         |                                              | 43° 18′ 01″ nord, 1° 34′ 55″ ouest | « PA00125267 » | Inscrit                | 1993           | Redoute de Santa-Barbara |
| Redoute de Souhamendi | Sare                         | Zuhalmendi                                   | 43° 19′ 52″ nord, 1° 35′ 12″ ouest | « PA00084565 » | Inscrit                | 1992           | Redoute de Souhamendi |
| Église Notre-Dame de Sarrance | Sarrance                     |                                              | 43° 03′ 03″ nord, 0° 36′ 08″ ouest | « PA00084521 » | Classé Inscrit         | 2016 2018      | Église Notre-Dame de Sarrance |
| Château de Sault tour, motte, basse-cour, courtine, site archéologique | Sault-de-Navailles           |                                              | 43° 32′ 59″ nord, 0° 40′ 22″ ouest | « PA64000030 » | Inscrit                | 1998           | Château de Saulttour, motte, basse-cour, courtine, site archéologique |
| Château de Vignes salon, cheminée, élévation | Sault-de-Navailles           |                                              | 43° 33′ 16″ nord, 0° 41′ 13″ ouest | « PA64000010 » | Inscrit                | 1996           | Image manquante Téléverser |
| Abbaye de Sauvelade | Sauvelade                    |                                              | 43° 23′ 43″ nord, 0° 42′ 24″ ouest | « PA00084523 » | Inscrit                | 1973           | Abbaye de Sauvelade |
| Église Notre-Dame de Sauvelade clocher | Sauvelade                    |                                              | 43° 23′ 43″ nord, 0° 42′ 24″ ouest | « PA00084522 » | Inscrit                | 1941           | Église Notre-Dame de Sauveladeclocher |
| Arsenal de Sauveterre-de-Béarn porte | Sauveterre-de-Béarn          | Route Pléguignon                             | 43° 23′ 52″ nord, 0° 56′ 32″ ouest | « PA00084524 » | Inscrit                | 1937           | Arsenal de Sauveterre-de-Béarnporte |
| Château de Montréal tour | Sauveterre-de-Béarn          |                                              | 43° 23′ 53″ nord, 0° 56′ 23″ ouest | « PA00084525 » | Classé                 | 1886           | Château de Montréaltour |
| Château Gaston Phœbus | Sauveterre-de-Béarn          | Rue des Innocents                            | 43° 23′ 52″ nord, 0° 56′ 28″ ouest | « PA64000101 » | Inscrit                | 2014           | Image manquante Téléverser |
| Église Saint-André de Sauveterre-de-Béarn | Sauveterre-de-Béarn          |                                              | 43° 23′ 55″ nord, 0° 56′ 22″ ouest | « PA00084526 » | Classé                 | 1912           | Église Saint-André de Sauveterre-de-Béarn |
| Maison Montpribat enclos, élévation, décor extérieur, toiture | Sauveterre-de-Béarn          | Quartier Pléguignon                          | 43° 23′ 49″ nord, 0° 56′ 29″ ouest | « PA00084527 » | Inscrit                | 1981           | Image manquante Téléverser |
| Pont de la Légende | Sauveterre-de-Béarn          |                                              | 43° 23′ 49″ nord, 0° 56′ 27″ ouest | « PA00084528 » | Classé                 | 1886           | Pont de la Légende |
| Église Saint-Pierre de Sévignacq portail | Sévignacq                    |                                              | 43° 26′ 25″ nord, 0° 15′ 33″ ouest | « PA00084529 » | Classé                 | 2004           | Image manquante Téléverser |
| Château de Sévignac grange, écurie, parc, terrasse en terre-plein, belvédère, clôture, jardin, puits, pigeonnier                                                                       | Sévignacq-Meyracq            |                                              | 43° 06′ 49″ nord, 0° 24′ 49″ ouest | « PA64000027 » | Inscrit                | 1998           | Château de Sévignacgrange, écurie, parc, terrasse en terre-plein, belvédère, clôture, jardin, puits, pigeonnier |
| Église Saint-Pierre de Sévignacq-Meyracq | Sévignacq-Meyracq            |                                              | 43° 06′ 50″ nord, 0° 24′ 50″ ouest | « PA64000023 » | Inscrit                | 1997           | Église Saint-Pierre de Sévignacq-Meyracq |
| Église Saint-Pierre de Simacourbe | Simacourbe                   |                                              | 43° 26′ 47″ nord, 0° 09′ 58″ ouest | « PA00084530 » | Inscrit                | 1925           | Église Saint-Pierre de Simacourbe |
| Camp protohistorique de Lantabat enceinte | Suhescun                     | Harribeltza                                  | 43° 14′ 43″ nord, 1° 10′ 45″ ouest | « PA00084531 » | Inscrit                | 1982           | Image manquante Téléverser |
| Croix de chemin de Jaureguia | Suhescun                     | Chemin rural de Jaureguia                    | 43° 14′ 04″ nord, 1° 12′ 02″ ouest | « PA00084532 » | Inscrit                | 1973           | Croix de chemin de Jaureguia |
| Église de l'Assomption-de-la-Bienheureuse-Vierge-Marie de Taron chapelle, sacristie | Taron-Sadirac-Viellenave     |                                              | 43° 30′ 37″ nord, 0° 15′ 00″ ouest | « PA00084533 » | Classé                 | 2006           | Église de l'Assomption-de-la-Bienheureuse-Vierge-Marie de Taronchapelle, sacristie |
| Monument aux mort | Tardets-Sorholus             |                                              | 43° 07′ 04″ nord, 0° 51′ 51″ ouest | « PA64000109 » | Inscrit                | 2015           | Monument aux mort |
| Château de Fanget élévation, toiture | Thèze                        |                                              | 43° 28′ 34″ nord, 0° 20′ 54″ ouest | « PA00084534 » | Inscrit                | 1960           | Château de Fangetélévation, toiture |
| Église Saint-Pierre de Thèze portail | Thèze                        | Le Bourg                                     | 43° 28′ 37″ nord, 0° 20′ 57″ ouest | « PA64000024 » | Inscrit                | 1997           | Église Saint-Pierre de Thèzeportail |
| Château d'Eliçabéa jardin, parc, élévation, toiture | Trois-Villes                 |                                              | 43° 07′ 52″ nord, 0° 52′ 39″ ouest | « PA00084535 » | Inscrit                | 2012           | Château d'Eliçabéajardin, parc, élévation, toiture |
| Église Notre-Dame-de-l'Assomption d'Uhart-Cize (Saint-Martin) | Uhart-Cize                   | Route de Lasse                               | 43° 09′ 54″ nord, 1° 14′ 40″ ouest | « PA64000102 » | Inscrit                | 2014           | Église Notre-Dame-de-l'Assomption d'Uhart-Cize (Saint-Martin) |
| Redoute de Kurutchamendy | Uhart-Cize                   | Kurutxamendi                                 | 43° 09′ 20″ nord, 1° 14′ 33″ ouest | « PA00084575 » | Inscrit                | 1992           | Image manquante Téléverser |
| Château d'Uhart-Mixe pigeonnier, décor intérieur | Uhart-Mixe                   |                                              | 43° 16′ 46″ nord, 1° 01′ 09″ ouest | « PA64000011 » | Inscrit                | 1996           | Image manquante Téléverser |
| Tunnel ferroviaire du Somport | Urdos                        |                                              | 42° 48′ 21″ nord, 0° 33′ 28″ ouest | « PA00084537 » | Inscrit                | 1984           | Tunnel ferroviaire du Somport |
| Tunnel de Pau-Canfranc | Urdos                        |                                              | 42° 50′ 59″ nord, 0° 32′ 52″ ouest | « PA00084536 » | Inscrit                | 1984           | Image manquante Téléverser |
| Château d'Urtubie conciergerie, élévation, toiture | Urrugne                      |                                              | 43° 22′ 00″ nord, 1° 41′ 18″ ouest | « PA00084538 » | Inscrit Inscrit        | 1974 2016      | Château d'Urtubieconciergerie, élévation, toiture |
| Église Saint-Vincent d'Urrugne | Urrugne                      |                                              | 43° 21′ 45″ nord, 1° 41′ 58″ ouest | « PA00084539 » | Inscrit                | 1925           | Église Saint-Vincent d'Urrugne |
| Monument aux morts de la Guerre 1914-1918 d'Urrugne | Urrugne                      | Rue Bernard de Coral                         | 43° 21′ 44″ nord, 1° 41′ 57″ ouest | « PA64000103 » | Inscrit                | 2014           | Monument aux morts de la Guerre 1914-1918 d'Urrugne |
| Redoute de la Bayonnette | Urrugne                      |                                              | 43° 18′ 33″ nord, 1° 42′ 12″ ouest | « PA00084569 » | Inscrit                | 1992           | Redoute de la Bayonnette |
| Redoute de Bortuste | Urrugne                      |                                              | 43° 20′ 15″ nord, 1° 43′ 07″ ouest | « PA00084576 » | Inscrit                | 1992           | Image manquante Téléverser |
| Redoute des Émigrés | Urrugne                      | Oïhanbeltza                                  | 43° 18′ 51″ nord, 1° 40′ 53″ ouest | « PA00084568 » | Inscrit                | 1992           | Redoute des Émigrés |
| Redoute Louis XIV | Urrugne                      |                                              | 43° 20′ 39″ nord, 1° 45′ 08″ ouest | « PA64000015 » | Inscrit                | 1997           | Redoute Louis XIV |
| Villa Mendichka jardin, conciergerie, portail | Urrugne                      | Mendixka Goyeix                              | 43° 21′ 01″ nord, 1° 44′ 10″ ouest | « PA00125269 » | Inscrit                | 1993           | Image manquante Téléverser |
| Château d'Haïtze communs, élévation, toiture | Ustaritz                     |                                              | 43° 23′ 47″ nord, 1° 27′ 43″ ouest | « PA00084540 » | Inscrit                | 1987           | Image manquante Téléverser |
| Château Lota | Ustaritz                     | Rue des Vicomtes du Labourd                  | 43° 23′ 50″ nord, 1° 27′ 18″ ouest | « PA64000082 » | Inscrit                | 2013           | Château Lota |
| Église Saint-Vincent d'Ustaritz décor intérieur, tribune | Ustaritz                     | 7, 9 rue Jean-Girard                         | 43° 23′ 54″ nord, 1° 27′ 20″ ouest | « PA64000043 » | Inscrit                | 2001           | Église Saint-Vincent d'Ustaritzdécor intérieur, tribune |
| Maison Mokopeïta jardin, terrasse, décor intérieur | Ustaritz                     | Place de la Croix-du-Bourg                   | 43° 23′ 37″ nord, 1° 27′ 04″ ouest | « PA64000070 » | Inscrit                | 2008           | Maison Mokopeïtajardin, terrasse, décor intérieur |
| Maison du Laussat communs, cour, jardin | Viellenave-de-Navarrenx      | 3 chemin de Laussat                          | 43° 21′ 04″ nord, 0° 47′ 36″ ouest | « PA64000050 » | Inscrit                | 2003           | Image manquante Téléverser |
| Église Saint-Jean-Baptiste de Villefranque | Villefranque                 |                                              | 43° 26′ 11″ nord, 1° 27′ 01″ ouest | « PA00084541 » | Inscrit                | 1927           | Église Saint-Jean-Baptiste de Villefranque |
| Château de Viven communs, maison, jardin, terrasse, pigeonnier, salon, salle à manger, élévation, toiture, décor intérieur                                                             | Viven                        |                                              | 43° 27′ 36″ nord, 0° 22′ 40″ ouest | « PA00084548 » | Inscrit                | 1989           | Château de Vivencommuns, maison, jardin, terrasse, pigeonnier, salon, salle à manger, élévation, toiture, décor intérieur |